# Eburodacrys luederwaldti
Eburodacrys luederwaldti es una especie de escarabajo longicornio del género Eburodacrys, tribu Eburiini, subfamilia Cerambycinae. Fue descrita científicamente por Melzer en 1922.

## Descripción
Mide 7,8-14,4 milímetros de longitud.

## Distribución
Se distribuye por Brasil.